# Ledlenser
Die Ledlenser GmbH & Co. KG ist ein Hersteller von LED-Lichtprodukten (insbesondere LED-Stirn- und -Handtaschenlampen) und mobilen Energie-Produkten mit Sitz in der nordrhein-westfälischen Stadt Solingen in Deutschland.
Das Unternehmen beschäftigt Anfang 2019 etwa 115 Mitarbeiter in Deutschland und etwa 800 im Produktionswerk in China. In Deutschland befindet sich die Unternehmenszentrale mit Vertrieb und Produktentwicklung, in der Volksrepublik China hat das Unternehmen eine 100%ige Tochtergesellschaft für die Fertigung.

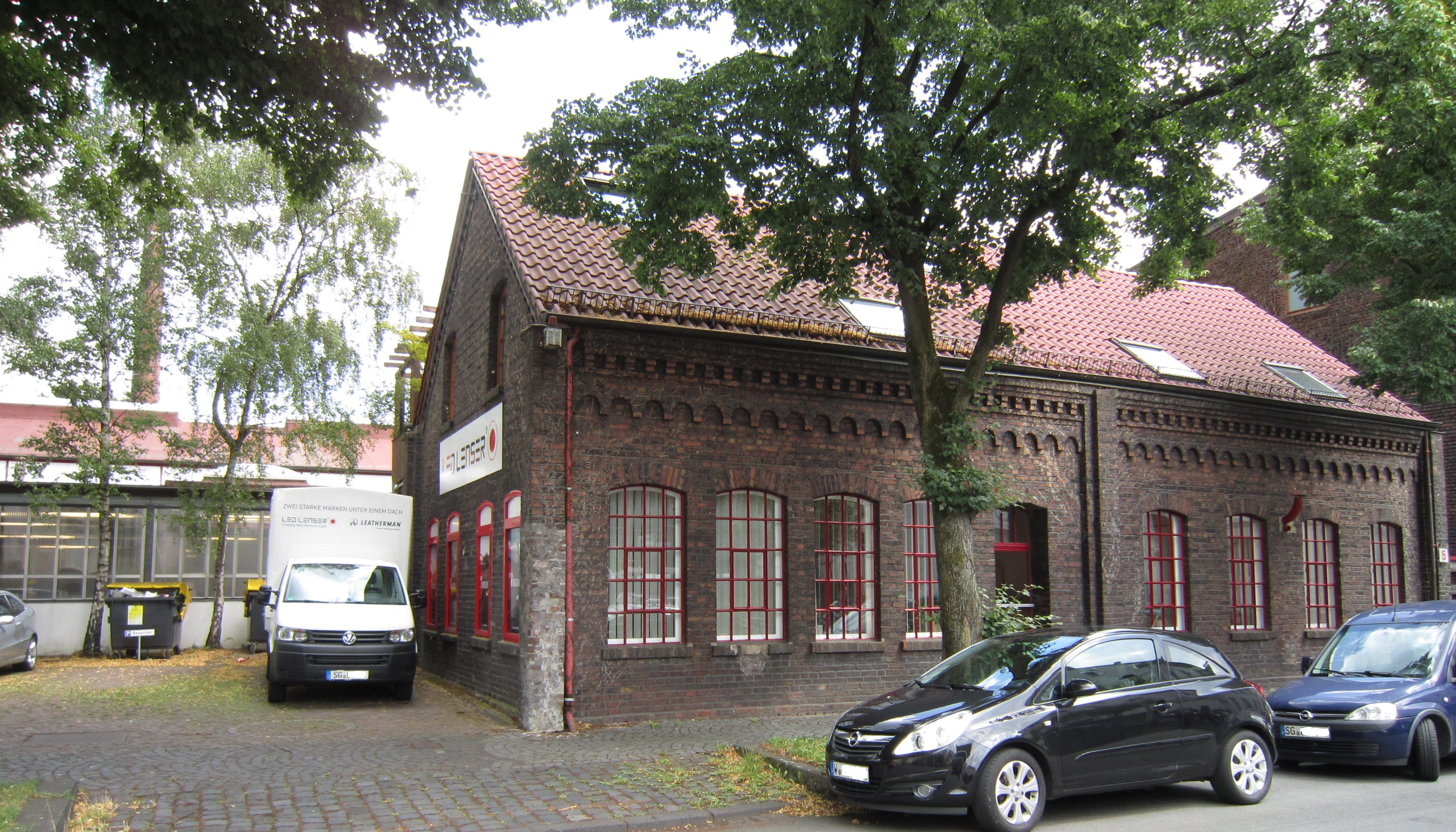
Firmensitz von Ledlenser in Solingen-Ohligs

## Geschichte
1993 gründeten die Zwillinge Rainer und Harald Opolka unter dem Namen Stahlwarenkontor GmbH in Beelitz südwestlich von Berlin eine Handelsgesellschaft für Messer, Scheren und andere Stahlwaren. 1997 siedelte das Unternehmen unter der Firmierung Zweibrüder Stahlwarenkontor GmbH nach Solingen um, wo es auch seither seinen Hauptsitz hat. Die Räumlichkeiten des Unternehmens befinden sich seit 2002 in der Mathildenhütte, einer renovierten ehemaligen Glasbläserei. 2002 wurde der Name in Zweibrüder Optoelectronics GmbH geändert.
Im Jahr 2000 bauten die Opolka-Zwillinge eine 5 mm-LED von Nichia in ein Gehäuse ein. Dabei entstand das für die folgenden Produkte typische Design mit dem Lochkranz. Die unter dem Namen Photonenpumpe V8 vertriebene Lampe ging Ende 2000 in die Läden und wurde bis heute ungefähr zwölf Millionen Mal in 80 Ländern auf der ganzen Welt verkauft.
Ledlenser hat für seine Taschenlampen das Advanced Focus System entwickelt. Durch die Kombination von Linse und Reflektor wird ein runder Lichtkegel bei jeder Fokussierung erreicht. Eine weitere Innovation ist die mechanische Einhandfokussierung auf Basis eines Gleitschlittens. Die Eigenentwicklungen und Produkte sind mit über 100 Patenten, Geschmacksmustern und Gebrauchsmustern geschützt.
Im Januar 2011 übernahm Leatherman Inc., Portland / Oregon (USA) die Mehrheitsanteile an der Zweibrüder Optoelectronics GmbH, die Firmierung änderte sich zeitgleich in Zweibrüder Optoelectronics GmbH & Co. KG. Zweibrüder war in Deutschland von nun an auch für den Import und Vertrieb von Leatherman Multitools zuständig.
Seit dem 21. Dezember 2017 lautet die Firmierung Ledlenser GmbH & Co. KG. Der ehemalige Firmenname Zweibrüder steht seit diesem Zeitpunkt in keinerlei Verbindung mehr mit Ledlenser.
Am 6. Dezember 2018 erfolgte der Verkauf des Unternehmens von der Leatherman Tool Group Inc. an mehrere Anteilseigner, insbesondere die AFINUM Achte Beteiligungsgesellschaft mbH & Co. KG, welche die Mehrheitsanteile hält. Daneben sind weitere Anteile im Besitz von INVISION und dem Ledlenser-Managementteam.
Ledlenser besitzt eigene Niederlassungen in Italien (Led Lenser Italia S.r.l.), der Schweiz (Ledlenser Swiss GmbH), Japan (Led Lenser Japan, Inc.) und den USA (Ledlenser, Inc.).
Die Produktion wird über die 100%ige Tochtergesellschaft, die Ledlenser Corporation Ltd. in Yangjiang, einer bezirksfreien Stadt an der chinesischen Südküste in der Provinz Guǎngdōng, abgewickelt. Im Januar 2019 arbeiteten hier etwa 800 Angestellte.

## Produkte

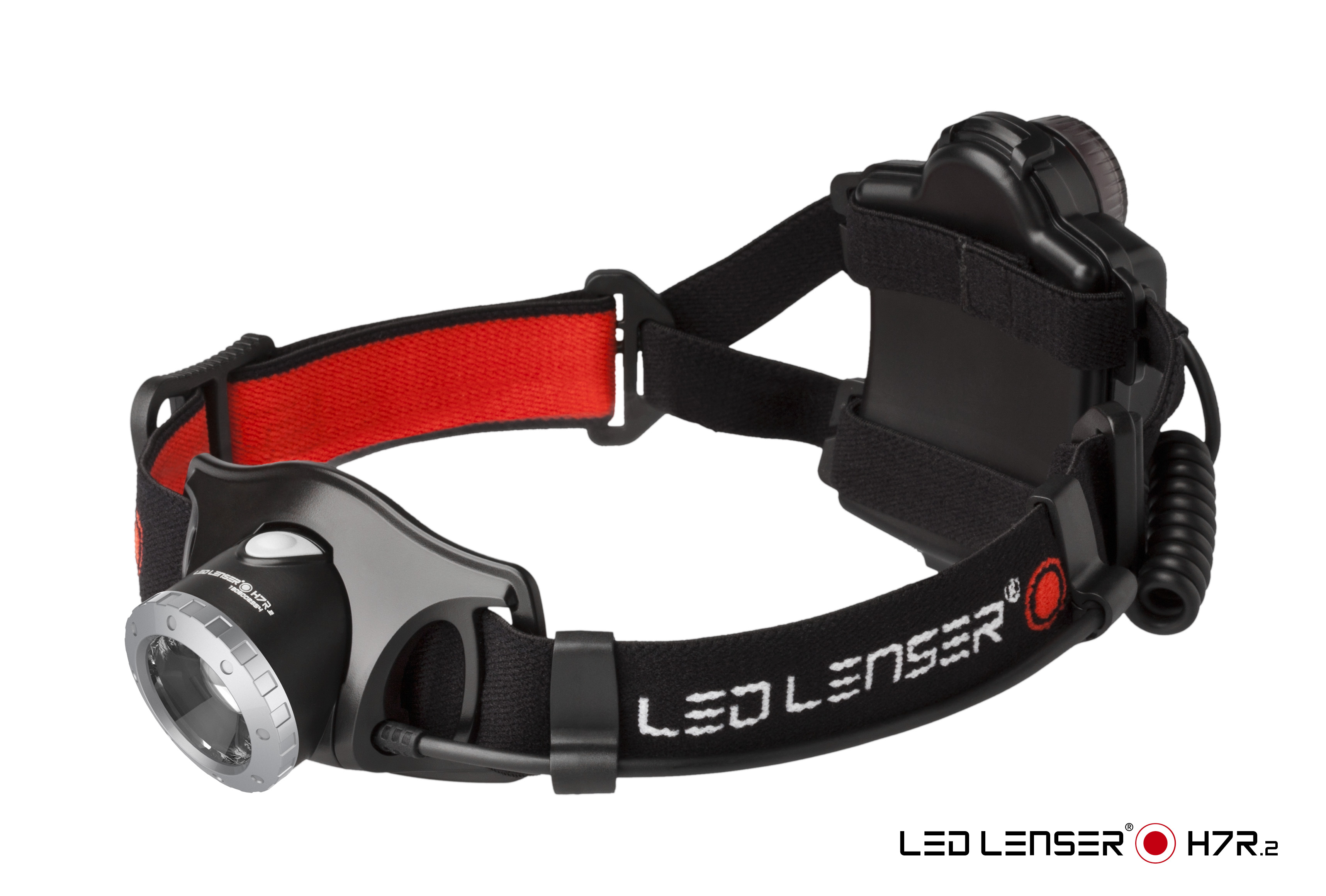
Ledlenser-Stirnlampe H7R.2

In der Produktpalette von Ledlenser findet man neben Taschenlampen, Stirnlampen, Schlüsselleuchten und Wohnraumleuchten auch explosionsgeschützte Speziallampen, Taucherlampen, sowie Lampen, die auf die Bedürfnisse von Feuerwehr, Rettungsdiensten, Polizei und Spezialeinheiten abgestimmt sind.

### Taschenlampen

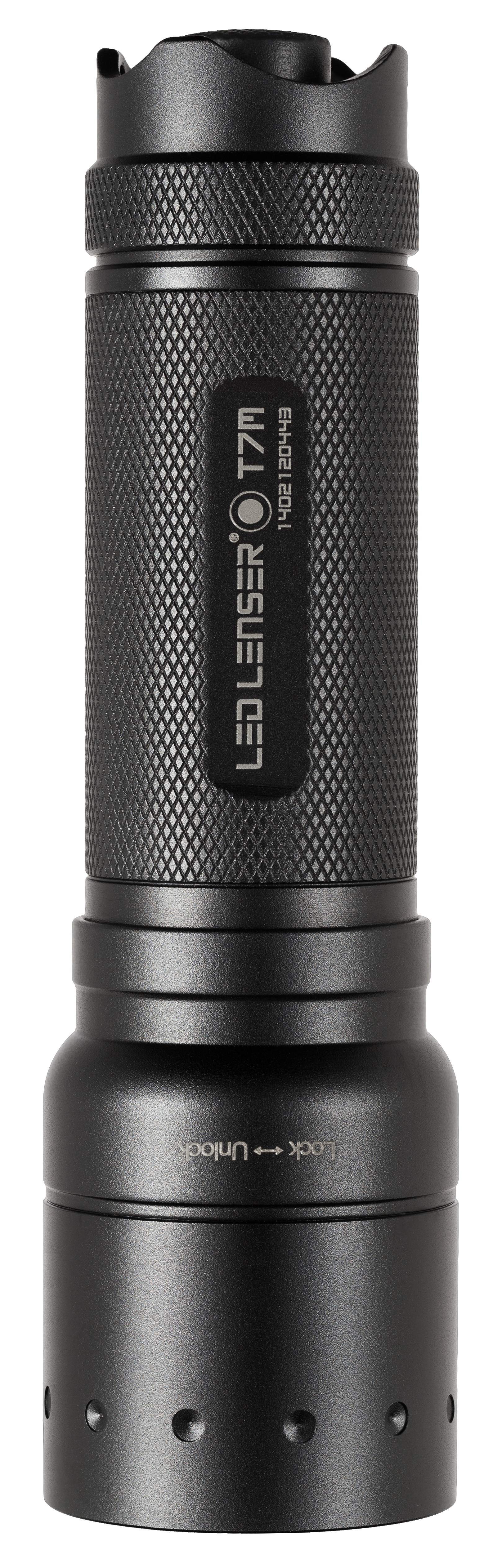
Taktische Taschenlampe Ledlenser T7M

Im Programm von Ledlenser finden sich Taschenlampen verschiedener Größen für unterschiedliche Einsatzbereiche.
Die Produkte sind in Serien unterteilt, die sich durch Design, unterschiedliche Lumen und durch die eingesetzte Technik unterscheiden. Während z. B. die Modelle der P-Serie ungeregelt betrieben werden, sind die Lampen der M-Serie (M = microcontrolled) mit einer Regelung ausgestattet. Die Modelle M7, MT7, M7R und M14 können sowohl geregelt als auch ungeregelt betrieben werden. Im Gegensatz zur P-Serie ist bei der M-Serie auch der Betrieb mit Akkus vom Hersteller freigegeben.
Ledlenser verwendet eine proprietäre Messmethode für die Laufzeit der Taschenlampen. Die vom Hersteller angegebene Laufzeit beschreibt die Leuchtdauer der Lampe in der Energiesparstufe. Gemessen wird die Zeitspanne, bis die Helligkeit der Energiesparstufe auf ein Lumen abgesunken ist. Bei Lampen ohne Energiesparstufe (z. B. P3, P4, P5) wird die Zeit gemessen, die verstreicht, bis die maximale Helligkeit der Lampe auf ein Lumen abgesunken ist.
Einige Modelle von Ledlenser sind mit dem „Floating Charge System“ ausgestattet. Das System ermöglicht ein induktives Laden ohne Ladestecker. Die Lampen besitzen am Ende einen Metallschalter, dieser fungiert als Magnetkontakt zur Ladestation. Durch Annähern der beiden Pole gleitet die Lampe in die Halterung und der Ladevorgang beginnt.

### Stirnlampen
Für den Sport, Outdoor-Bereich und professionellen Einsatz entwickelt Ledlenser auch Stirnlampen mit verschiedenen Lumen und Laufzeiten.

## Sponsoring
Ledlenser unterstützt ein sogenanntes PRO-Team mit nationalen und internationalen Athleten in Extrem- und Funsportarten als Markenbotschafter, darunter der Langstreckenläufer Jan Fitschen sowie Extremläufer Christian Schiester.